# Ester Workel
Ester Workel (Haaksbergen, 18 de marzo de 1975) es una deportista neerlandesa que compitió en remo como timonel.
Participó en dos Juegos Olímpicos de Verano, obteniendo dos medallas, bronce en Atenas 2004 y plata en Pekín 2008, en la prueba de ocho con timonel. Ganó una medalla de bronce en el Campeonato Mundial de Remo de 2005, en la misma prueba.

## Palmarés internacional
| Juegos Olímpicos   | Juegos Olímpicos | Juegos Olímpicos  | Juegos Olímpicos |
| Año                | Lugar            | Medalla           | Prueba           |
| ------------------ | ---------------- | ----------------- | ---------------- |
| 2004               | Atenas (Grecia)  | Medalla de bronce | Ocho con timonel |
| 2008               | Pekín (China)    | Medalla de plata  | Ocho con timonel |
| Campeonato Mundial |                  |                   |                  |
| Año                | Lugar            | Medalla           | Prueba           |
| 2005               | Kaizu (Japón)    | Medalla de bronce | Ocho con timonel |